# Хан, Саид Мухаммад
Саид Мухаммад Хан (англ. Saeed Mohammad Khan, 1 сентября 1936, Бхопал, Британская Индия — 4 декабря 2022, Исламабад) — пакистанский морской офицер и дипломат, начальник штаба Военно-морских сил Пакистана (1991—1994), посол в Нидерландах (1994—1998).

## Биография
Саид Мохаммад Хан родился 1 октября 1935 года в Бхопале, Британская Индия. Его семья эмигрировала в Пакистан после раздела колониальной территории в 1947 году и поселилась в Карачи, Пакистан.
В 1954 году он был назначен мичманом в Оперативное отделение ВМС Пакистана и был отправлен в Соединённое Королевство для прохождения обучения на корабле HMS Dryad в качестве специалиста по навигации. По возвращении в 1958 году он получил звание младшего лейтенанта военно-морского флота и служил на борту PNS Tariq в артиллерийском деле. В 1960-х годах он был командиром PNS Tariq и участвовал во второй войне с Индией в 1965 г., а затем в третьей войне с Индией в 1971 г. в качестве артиллерийского специалиста и получил от начальства прозвище «Морской зверь».
Его карьера в военно-морском флоте развивалась хорошо, и в 1980-84 годах он был флагманом морской подготовки ВМС Пакистана в качестве контр-адмирала. Заместитель начальника военно-морского штаба (VCNS) под командованием адмирала Ястур-уль-Хака Малика, начальника военно-морского штаба. В качестве VCNS вице-адмирал Хан отвечал за военно-морские учения и командную структуру военно-морского флота. После смерти и государственных похорон президента Зия-уль-Хака вице-адмирал Хан поддержал решение тогдашнего начальника штаба армии генерала Мирзы Аслама Бега о проведении всеобщих выборов, на которых победила Беназир Бхутто и Пакистанская народная партия.
Позже вице-адмирал Хан был назначен председателем Пакистанской национальной судоходной корпорации (PNSC), которую он возглавлял с 11 ноября 1988 г. по 13 декабря 1990 г.
Вице-адмирал Хан был повышен до четырёх звёзд 11 августа 1991 года премьер-министром Беназир Бхутто. Однако он был повышен до начальника военно-морского штаба, когда адмирал Малик передал ему командование 8 ноября 1991 года. Именно во время его пребывания на посту главнокомандующего военно-морскими силами вступила в силу поправка Пресслера, которая в конечном итоге привела к военному эмбарго в отношении Пакистана, и ВМС потеряли восемь надводных кораблей, которые должны были быть возвращены Соединённым Штатам в 1990-е годы.
Тем не менее, Хан успешно провёл переговоры с первым морским лордом Королевского флота Джулианом Освальдом, который помог ему заключить сделку с британским правительством о продаже флота фрегатов Тип 21 Пакистану в 1990-х годах. В интервью Times Now политический корреспондент, говорящий на языке урду, в конечном итоге предупредил о расширении ВМС Индии за счёт военно-морского флота с целью создания «Великой Индии».
Говорят, что в 1994 году адмирал Хан рекомендовал отказаться от приобретения проектов и разработок подводных лодок класса Agosta 90 Bravo в координации с Францией вместо британской подводной лодки класса Upholder. Его рекомендации были проигнорированы правительством, и подводные лодки класса Agosta 90B были приобретены и построены в течение долгих лет.
9 ноября 1994 г. адмирал Хан передал командование адмиралу Мансурулу Хаку, занимавшему пост председателя PNSC, а сам был назначен премьер-министром Беназир Бхутто послом Пакистана в Нидерландах, где проработал четыре года, прежде чем вернуться в Пакистан.
Хан умер 4 декабря 2022 года в возрасте 87 лет.